# Dorothy Wegman Raphaelson
Dorothy Deborah Wegman Raphaelson (27 de noviembre de 1904-7 de noviembre de 2005), conocida profesionalmente como Dorshka, fue una bailarina, Ziegfeld Girl, intérprete de vodevil, y novelista.

## Primeros años
Dorothy Deborah Wegman creció en el barrio de Washington Heights en la ciudad de Nueva York. Sus padres eran inmigrantes de Europa del Este. Tenía una hermana, Esther, y un hermano, Daniel; su madre era Pasha (Krynsky) Wegman, y su padre, ingeniero.

## Carrera
Dorothy Wegman dejó el instituto para trabajar a tiempo completo tras la muerte de su padre. Trabajó para un fabricante de ropa mientras se presentaba a audiciones para papeles teatrales. Bailó en The Whirl of New York (1921), Bombo (1922), Topics of 1923 (1923-1924), Big Boy (1925), No Foolin' (1926) y Rio Rita (1927-1928). También actuó en las Ziegfeld Follies of 1924, las Ziegfeld Follies of 1925, y las Ziegfeld Follies of 1926. Su último espectáculo fue la producción de Ziegfeld de 1928 Rosalie, de la que se "retiró
definitivamente, gracias a la cigüeña y a las crecientes responsabilidades de la vida doméstica a la que ansiaba adaptarse".
Se dice que Marion Benda, "una conocida Ziegfeld beauty", apodó a Wegman "Dorshka", pero no hay pruebas de que Wegman actuara alguna vez en el escenario utilizando ese nombre. Un artículo de periódico de 1935 afirma que Wegman "distingue ahora entre viejos amigos y nuevos amigos y conocidos por el saludo que le dan. 'Hello. Dolly,', pertenece a su época anterior a las Follies; 'Hi, Dorothy' al periodo de las Follies; y a los que la llaman 'Dorshka' los conoce de sus últimos días en el teatro y en Hollywood".
Raphaelson escribió dos novelas publicadas: Glorified (1930), basada en su época de bailarina, y Morning Song (1948), también autobiográfica.

## Vida personal
Dorothy Wegman se casó con el escritor Samson Raphaelson a finales de 1927. Tuvieron un hijo, Joel (nacido en 1928), y una hija, Naomi (1930-2009). Enviudó cuando Samson Raphaelson murió en 1983. Murió en 2005, a la edad de 100 años, en Nueva York; en el momento de su muerte, se creía que era la penúltima Ziegfeld girl superviviente. Entre los papeles de su marido, archivados en la Universidad de Illinois, se incluye una entrevista grabada con ella.